# Roque Cerullo
Roque Tito Cerullo est un ancien arbitre uruguayen de football des années 1970 et 1980.

## Carrière
Il a officié dans des compétitions majeures :
- Copa Libertadores 1977 (finale aller)
- Coupe intercontinentale 1977 (match retour)
- Copa América 1979 (1 match)
- Copa Libertadores 1981 (finale sur terrain neutre)